# أفاست سيكور لاين
أفاست سيكور لاين (بالإنجليزية: Avast SecureLine)‏ هو عبارة عن أداة لخدمة الشبكة الخاصة الافتراضية (VPN) مقدمة من شركة أفاست! وذلك لعدة أنظمة تشغيل كأندرويد ومايكروسوفت ويندوز وماك أو إس إكس وأي أو إس وبخلاف باقي البرامج الأخرى فإن أفاست سيكور لاين يحمي نقاط الويفي لمنع المتطفلين والهاكر من اختراق الجهاز كما يعمل على تغيير مكان وجود المستخدم إلى دولة أخرى للحماية من الرقابة على الأنترنت ويغير كذلك أي بي الجهاز عند الاتصال بالأنترنت، كما أنه يتميز بإمكانية الاتصال الأمن مباشرة عند توفر نقطة واي فاي.